# Dokumente und Debatten
Dokumente und Debatten (DokDeb) ist der Name einer Reihe von Sondersendungen des Deutschlandradios. Dokumente und Debatten versteht sich als ein Sonderkanal, der zahlreiche Sonderübertragungen und sportliche Ereignisse sendet und auch Übertragungen verschiedener Tagungen ausstrahlt. Wenn kein eigenes Programm ausgestrahlt wird, wird das Programm vom Deutschlandfunk übernommen.
Im Zuge einer Markenstrukturreform führte das Deutschlandradio zum 1. Mai 2017 für seine Radiosender neue Logos ein. Zudem wurden Deutschlandradio Kultur und DRadio Wissen umbenannt. Deutschlandradio Kultur tritt seit 1. Mai 2017 als Deutschlandfunk Kultur auf, DRadio Wissen als Deutschlandfunk Nova.
Die Umstellung der Internetauftritte ist bereits Ende April 2017 erfolgt.

## Programm
Die Sendungen stammen in der Regel aus dem Programmangebot des Deutschlandfunks und von Deutschlandfunk Kultur. Dazu gehören unter anderem die Diskussionsrunden „Pariser Platz“, „Landmarken“, „tonart.E“ oder „ZEIT-Forum der Wissenschaft“. Auch Bundestagsdebatten werden live übertragen.
Des Weiteren sind auf Dokumente und Debatten Fernsehproduktionen von Phoenix zu hören.  Am Wochenende wird die Phoenix-Sendung „Im Dialog“ übertragen. Bis Anfang 2020 hat man auch Sendungen der ARD übernommen. Das waren speziell die Diskussionsrunden Presseclub, Maybrit Illner, Anne Will und hart aber fair. 
Außerdem wurden bis 28. Februar 2023 Seewetterberichte und die Wasserstandsvorhersage für die deutsche Nordseeküste nach folgendem Plan gesendet:
- 01:05 Uhr: Wasserstand, Seewetter und nautische Meldungen
- 06:40 Uhr: Nur Seewetter
- 18:10 Uhr: Wasserstand, Seewetter, Wettertrend und nautische Meldungen

Wie das Deutschlandradio im Februar bekanntgab, wurde der Seewetterbericht zum 1. März 2023 eingestellt. Somit gibt es seitdem keine Seewetterberichte auf Dokumente und Debatten mehr.

## Empfang
Das Programm von Dokumente und Debatten wird seit dem 1. Januar 2015 nur noch digital verbreitet. Es ist über DAB+ und DVB-S sowie als Livestream empfangbar. In den Kabelnetzen sind die ehemaligen Frequenzen von Dokumente und Debatten von Deutschlandfunk Nova übernommen worden. Die frühere analoge Verbreitung über Frequenzen der Mittelwelle und der Langwelle war im Zeitraum 2013/2014 eingestellt worden.

## Logos

Logo bis 30. April 2017
Logo seit 1. Mai 2017